# Лорд-адвокат
Лорд-адвокат (шотл. гел. Morair Tagraidh, шотл. Laird Advocat, англ. Lord Advocate) або Адвокат Її Величності — головний юридичний радник Корони у Шотландії з цивільних та кримінальних справ. Аналогічний пост існує в Англії та Уельсі — посада Генерального атторнея. 

## Історія
Посада лорда-адвоката з'явилася у Шотландії в 1483 році при правлінні короля Якова III. Першим, хто займав цю посаду, був сер Джон Росс Ґрімл з Монґренана. 
З 1707 по 1998 рік лорд-адвокат входив у британський уряд та був головним радником Уряду у Шотландії як з правових, так і з цивільних справ. Після деволюції у Великій Британії лорд-адвокат став членом шотландського кабінету. Він також є одним з найвищих сановників Шотландії.

## Роль та функції лорда-адвоката
Лорд-адвокат, старший радник з питань законодавства, грає важливу роль в судочинстві Шотландії:
- очолює систему кримінального переслідування і розслідування випадків смерті;
- є старшим юридичним радником уряду Шотландії;

Призначається лорд-адвокат Шотландії королевою Великої Британії за порадою Першого міністра. На відміну від інших членів шотландського кабінету, Перший міністр Шотландії не може змістити адвоката Корони без згоди парламенту.
Заступником лорда-адвоката є Генеральний Соліситор. Він має право виконувати обов'язки адвоката Її Величності в разі його відсутності з будь-якої причини. Лорд-адвокат також має право уповноважити свого заступника для вирішення будь-якого завдання.

## Лорди-адвокати
- 1997–2000: Ендрю Гарді[en]
- 2000–2006: Колін Бойд[en]
- 2006–2011: Еліш Анджоліні[en]
- 2011–2016: Франк Малголланд[en][4]
- 2016 — донині: Джеймс Вольфф[en][5]
- 2021 - донині: Бейн